# ساشا إيليك
ساشا إيليك (بالمقدونية: Саша Илиќ)‏ هو لاعب كرة قدم ومدرب كرة قدم شمال مقدوني في مركز حراسة المرمى، ولد في 5 سبتمبر 1970 في إسكوبية في مقدونيا الشمالية. شارك مع منتخب مقدونيا الشمالية لكرة القدم. أما مع النوادي، فقد لعب مع نادي استقلال أهواز ونادي بارتيزان ونادي برسبوليس ونادي بكاه كيلان ونادي بوسان أي بارك ونادي داماش غيلان ونادي فاردار ونادي هامبورغ.

## وصلات خارجية
- ساشا إيليك على موقع دوري كوريا الجنوبية (الإنجليزية)
- ساشا إيليك على موقع قاعدة بيانات كرة القدم.إي يو (الإنجليزية)
- ساشا إيليك على موقع ناشيونال فوتبول تيمز (الإنجليزية)
- ساشا إيليك على موقع عالم كرة القدم.نت (الإنجليزية)